# José Rancel Toledo
José Rancel Toledo (Santa Cruz de Tenerife, 16 de septiembre de 1913-2005) es un exfutbolista español que jugaba como centrocampista y formó parte de la plantilla del Club Deportivo Tenerife y el Real Betis Balompié.

## Biografía
Se inició en el Club Deportivo Tenerife, club que no se integró en la liga española debido a la dificultad de transporte entre las Islas Canarias y la Península. En agosto de 1934 fichó por el Real Betis Balompié, formando parte de la plantilla que obtuvo el título de liga en la temporada 1934-35. En la temporada 1935-36 permaneció en el Betis. Debido al estallido de la Guerra Civil Española en 1936, se interrumpió la liga. Tras terminar la contienda formó parte del Girona Fútbol Club en la temporada 1939-40, fichando posteriormente por el Real Murcia Club de Futbol durante tres años, Club Deportivo Constancia un año, Real Club Deportivo Mallorca dos temporadas y de nuevo Murcia en la temporada 1946-47, año de su retirada del fútbol.

## Títulos
| Título | Club           | País   | Año  |
| ------ | -------------- | ------ | ---- |
| Liga   | Betis Balompié | España | 1935 |